# 14487 Sakaisakae
14487 Sakaisakae este un asteroid din centura principală de asteroizi.

## Descriere
14487 Sakaisakae este un asteroid din centura principală de asteroizi. A fost descoperit pe 2 octombrie 1994 la Kitami de Kin Endate și Kazuro Watanabe. Asteroidul prezintă o orbită caracterizată de o semiaxă mare de 2,38 ua, o excentricitate de 0,26 și o înclinație de 3,2° în raport cu ecliptica.